# Anarchopterus criniger
Anarchopterus criniger es una especie de pez de la familia Syngnathidae en el orden de los Syngnathiformes.

## Reproducción
Es ovovivíparo y el macho transporta los huevos en una bolsa ventral, la cual se encuentra debajo de la cola.

## Morfología
- Los machos pueden alcanzar 10 cm de longitud total.

## Hábitat
Es un pez de mar y de clima tropical.

## Distribución geográfica
Se encuentra desde Carolina del Norte (Estados Unidos) y el norte del Golfo de México hasta el Brasil.